# Honda CR-X
La Honda Civic CRX (acronyme pour Civic Renaissance eXperimental) est un coupé sportif apparu en 1983. De conception compact 2+2, elle dispose d'un hayon donnant accès à un coffre relativement spacieux pour ce type de véhicule, d'autant plus que la banquette arrière est rabattable. Elle se démarque de ses concurrentes par une consommation raisonnable et une fiabilité remarquable.
La CRX va perdurer durant deux générations, puis sera remplacée par le roadster CRX Del Sol en 1992.

## 1regénération
De 1983 à 1987, le premier modèle, AF53 est doté d'un moteur (bloc alu) EW3 (ou D15A3) SOHC 1 488 cm3 (1.5i) 12 soupapes avec arbre à cames en tête développant 100 ch à 5 800 tr/min, pour un poids de 825 kg. Il peut atteindre une vitesse maximale de 190 km/h.
La voiture a une vocation sportive, bien que dénommée "Ballade Sport CRX" au Japon ("Ballade" sera d'ailleurs abandonné) ; en témoignent les sièges baquets et l'absence de bon nombre d'équipements de confort : pas de vitres et rétroviseurs électriques, pas de direction assistée, de climatisation. Cependant certains pays ont eu pléthore d'options supplémentaires comme celles citées précédemment, mais aussi les essuie-phare, les sièges chauffants, les anti-brouillards avant, les ceintures de sécurité 3 points à l'arrière... Le toit ouvrant électrique est de série en France. Le rouleau cache-bagages était une option.
Si la première génération de CRX s'appelle Civic CRX, c'est parce que ce coupé sport est dérivé de la troisième génération de Civic. Il partage donc la même base : trains roulants, suspensions, moteurs (pour certains pays)... Le nouveau moteur EW3 tout alu sera reconduit dans la Civic ; la GT.
De 1986 à 1987, ce modèle est remplacé par son évolution, l'AS53. Équipé désormais du moteur ZC1 (ou D16A1) de 1 590 cm³ DOHC(1.6i) 16 soupapes avec double arbre à cames en tête développant 125 ch à 6 500 tr/min pour 895 kg. Il peut atteindre une vitesse maximale de 200 km/h.
La voiture prend de l'assurance par sa robe entièrement peinte. Les sièges sont désormais siglés "CRX" ; un volant spécifique également siglé, et un intérieur recouvert de velours confère au CRX un sérieux plus abouti.
La bosse apparue sur le capot trahit la présence du nouveau moteur ZC1 ; cette bosse caractéristique des moteurs DOHC chez Honda est accompagnée par l'apparition d'une double sortie d'échappement.

## 2egénération

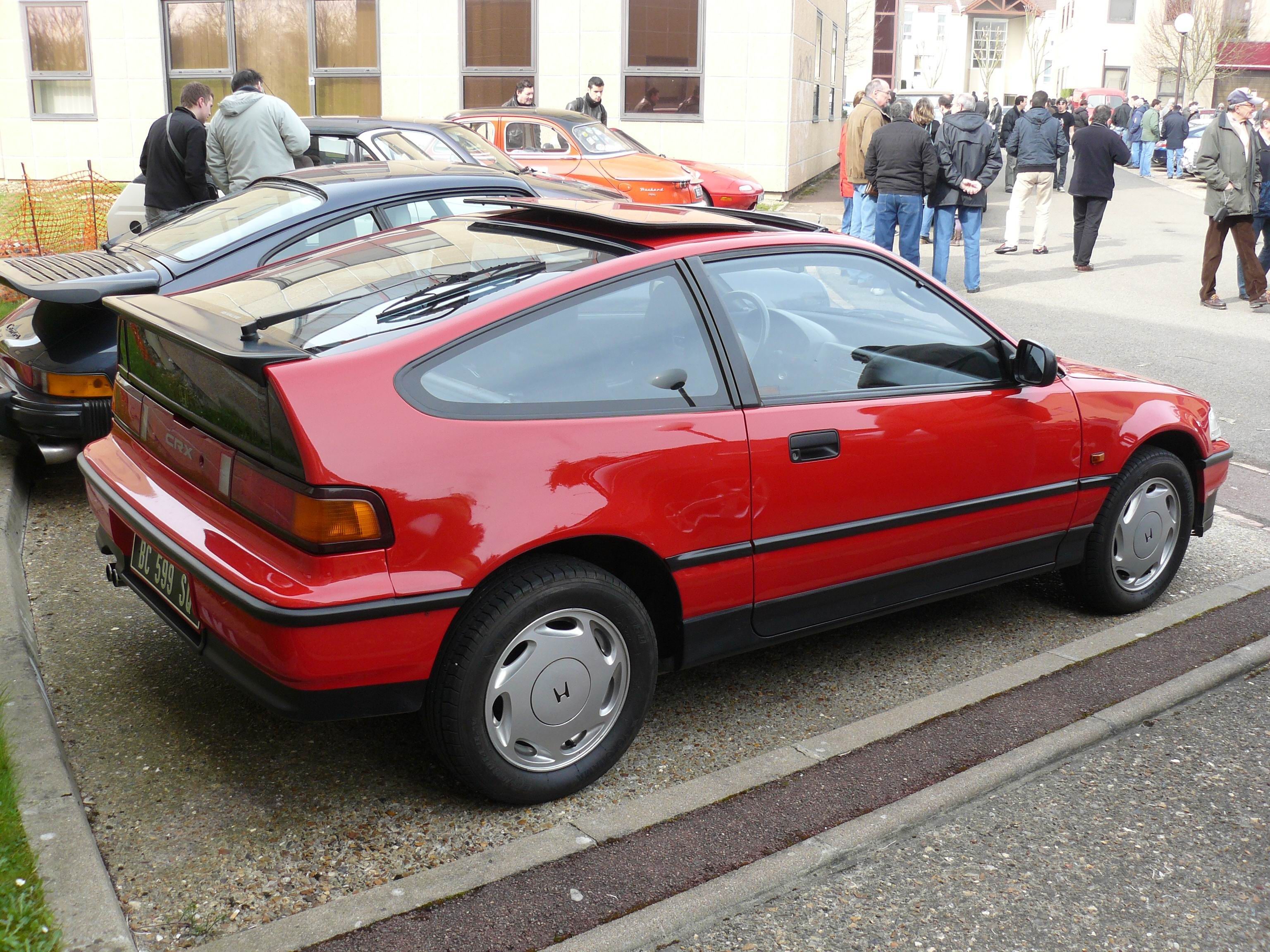
Vue arrière d'une Honda Civic CRX.

En 1988, c'est une CRX aux lignes restylées qui arrive sous la dénomination ED9 (EF7 au Japon). Le hayon est désormais poursuivi par une seconde vitre sous son arête ; ce concept sera repris bien plus tard par d'autres constructeurs, comme Mazda avec sa 323 Sportiva en 1995, Mercedes-Benz avec son coupé sport, Pontiac et son SUV Aztek, Citroën avec la C4 coupé, et récemment Toyota avec la Prius. Honda a d'ailleurs repris cette originalité sur sa CRZ, et la CIVIC 8G et 9G
Si le moteur n'a que peu évolué (il développe maintenant 130 ch pour 940 kg : D16A9), la finition et l'aspect mécanique de la CRX ont, eux, progressé. Elle dispose en effet d'une plage arrière, ainsi que des vitres, rétroviseurs et toit ouvrant électriques. De plus, le système de suspensions avant a été changé, passant du traditionnel McPherson à barres de torsion à un système à double triangulation.

### Restylage
En 1991, la CRX se voit équipée du célèbre V-TEC sur un bloc de 1 595 cm3 (B16A1), lui permettant d'atteindre les 150 ch dans sa version EE8 ; ce gain de performance s'accompagne malheureusement d'une prise de poids puisqu'elle dépasse la tonne (1 015 kg). 